# C/2023 F2 SOHO
C/2023 F2 SOHO è una cometa non periodica scoperta il 21 marzo 2023 dall'astronomo cinese Hanjie Tan grazie ad immagini riprese il 20 marzo 2023 dallo strumento C3 della sonda spaziale SOHO .

## Orbita
La cometa C/2023 F2 SOHO ha un'orbita che la inserisce tra le comete della famiglia delle comete Meyer : al momento del passaggio al perielio la cometa è passata a meno di 5 milioni di km dalla superficie del Sole.